# Metrobús (Madrid)

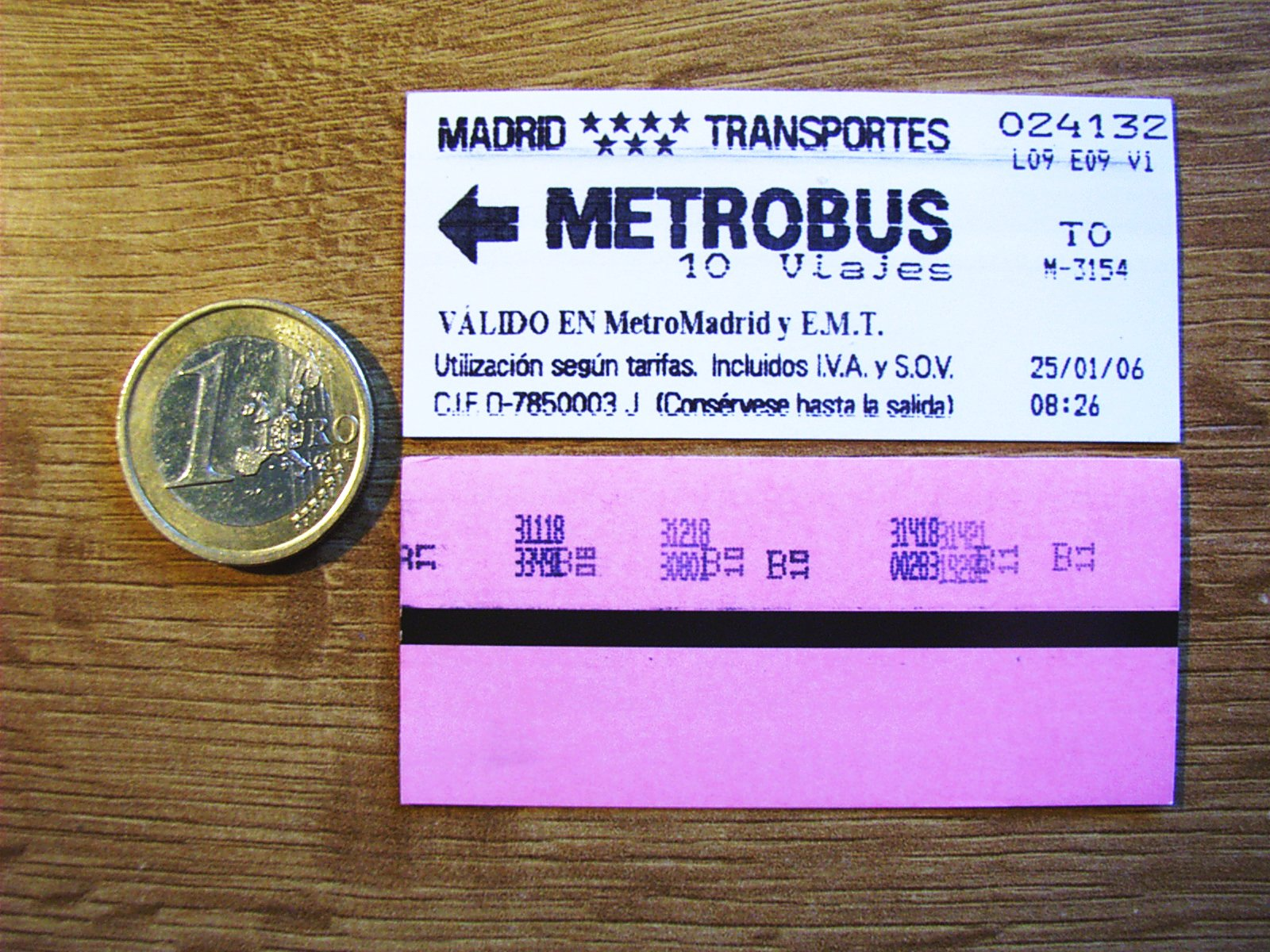
Anverso y reverso de un billete metrobús comparado con una moneda de 1 euro.

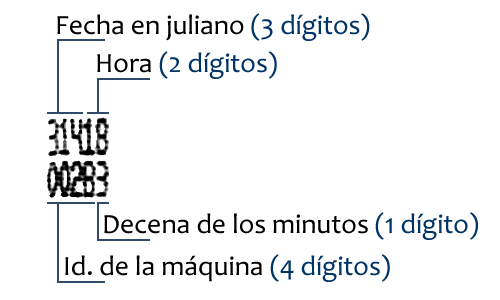

En Madrid (España), se conoce como metrobús a un título de transporte que permite la realización de diez viajes en los tramos de las redes de metro y de autobuses urbanos que se encuentren dentro de la zona A de transportes de la capital.

## Descripción
El billete consiste en un cartón de 66 milímetros de ancho por 30 mm de alto y 0,27 mm de grosor (formato Edmondson). En la cara anterior se puede leer el nombre del título en letras mayúsculas, la tarifa aplicada, y si el billete ha sido adquirido en una máquina expendedora de la red de metro, la línea, la estación (en número), la fecha y hora de compra. Por ejemplo, el billete de la fotografía ha sido adquirido en la estación de la línea 9 Cruz del Rayo (estación n.º 9), el 25 de enero de 2006 a las 8:26 h con la tarifa T0. 
En la cara posterior, de fondo rosa, se encuentra en el centro una banda magnética a cuyo lado se imprimen las marcas de cancelación de los viajes. Si el billete ha sido validado en un torniquete de acceso al metro, la marca se compone de tres números que indican el día (los dos números pequeños) y mes de acceso (el número grande). Para los meses de octubre, noviembre y diciembre se utilizan respectivamente las letras A, B y C.
En cambio, la marca dejada por las canceladoras de los autobuses está formada por dos filas de cinco números cada una. En la primera fila, los tres primeros números representan el día en juliano, mientras que los dos últimos son la hora de la cancelación. En la fila inferior se encuentra en cuatro cifras el número de identificación de la máquina de cancelación, y el último dígito representa la decena de los minutos.[cita requerida]
Es decir, que un viaje hecho el 10 de noviembre a las 18:33 h de un año no bisiesto cancelado por la máquina 0028 aparece así: 
31418
00283.
Aun así, a pesar de que, sobre todo en la cancelación del Metro, carece de otros datos de utilidad para un revisor, en la banda magnética se almacenan más.[cita requerida]

## Tarifas
| Tarifas del metrobús |                 |
| Fecha                | Tarifa          |
| 1997                 | 660pta (3,97 €) |
| 1998                 | 670pta (4,03 €) |
| 1999                 | 680pta (4,09 €) |
| 2000                 | 680pta (4,09 €) |
| 2001                 | 760pta (4,57 €) |
| 2002                 | 5,00€           |
| 2003                 | 5,20€           |
| 2004                 | 5,35€           |
| 2005                 | 5,80€           |
| 2006                 | 6,15€           |
| 2007                 | 6,40€           |
| 2008                 | 6,70€           |
| 2008 (agosto)        | 7,00€           |
| 2009                 | 7,40€           |
| 2010                 | 9,00€           |
| 2011                 | 9,30€           |
| 2012                 | 12,00€          |
| 2012 (septiembre)    | 12,20€          |